# Municipio de Lansing (Dakota del Sur)
El municipio de Lansing (en inglés: Lansing Township) es un municipio ubicado en el condado de Brown en el estado estadounidense de Dakota del Sur. En el año 2010 tenía una población de 58 habitantes y una densidad poblacional de 0,62 personas por km².

## Geografía
El municipio de Lansing se encuentra ubicado en las coordenadas 45°47′57″N 98°10′34″O / 45.79917, -98.17611. Según la Oficina del Censo de los Estados Unidos, el municipio tiene una superficie total de 93.56 km², de la cual 88,9 km² corresponden a tierra firme y (4,98 %) 4,66 km² es agua.

## Demografía
Según el censo de 2010, había 58 personas residiendo en el municipio de Lansing. La densidad de población era de 0,62 hab./km². De los 58 habitantes, el municipio de Lansing estaba compuesto por el 100 % blancos. Del total de la población el 0 % eran hispanos o latinos de cualquier raza.